# Lomographa mimetes
Lomographa mimetes là một loài bướm đêm trong họ Geometridae.